# 9.ª etapa da Volta a Espanha de 2022
A 9.ª etapa da Volta a Espanha de 2022 teve lugar a 28 de agosto de 2022 entre Villaviciosa e Las Praeres sobre um percurso de 171,4 km. O vencedor foi o sul-africano Louis Meintjes do Intermarché-Wanty-Gobert Matériaux e o belga Remco Evenepoel manteve a liderança antes da segunda jornada de descanso.

## Classificação da etapa
| Villaviciosa - Les Praeres | alta montanha | (171,4 km) |

| \| Classificação por etapas \| Classificação por etapas \| Classificação por etapas \| Classificação por etapas \| Classificação por etapas \| \| Ciclista \| Ciclista \| Equipe \| Tempo \| \| \| ------------------------ \| ------------------------ \| ---------------------------------- \| ------------------------ \| ------------------------ \| \| 1. \| Louis Meintjes \| Intermarché-Wanty-Gobert Matériaux \| 4h32m39s \| \| \| 2. \| Samuele Battistella \| Astana Qazaqstan Team \| + 1m01s \| \| \| 3. \| Edoardo Zambanini \| Bahrain Victorious \| + 1m14s \| \| \| 4. \| Remco Evenepoel \| Quick-Step Alpha Vinyl \| + 1m34s \| \| \| 5. \| Filippo Conca \| Lotto-Soudal \| + 1m58s \| \| \| 6. \| Juan Ayuso \| UAE Team Emirates \| + 2m08s \| \| \| 7. \| Simon Guglielmi \| Arkéa-Samsic \| + 2m08s \| \| \| 8. \| Enric Mas \| Movistar Team \| + 2m18s \| \| \| 9. \| Carlos Rodríguez \| Ineos Grenadiers \| + 2m20s \| \| \| 10. \| Primož Roglič \| Jumbo-Visma \| + 2m26s \| \| |                     |                                    |          |
| |                     |                                    |          |
| Fonte: ProCyclingStats |                     |                                    |          |
| Classificação por etapas |                     |                                    |          |
| Ciclista | Ciclista            | Equipe                             | Tempo    |
| 1. | Louis Meintjes      | Intermarché-Wanty-Gobert Matériaux | 4h32m39s |
| 2. | Samuele Battistella | Astana Qazaqstan Team              | + 1m01s  |
| 3. | Edoardo Zambanini   | Bahrain Victorious                 | + 1m14s  |
| 4. | Remco Evenepoel     | Quick-Step Alpha Vinyl             | + 1m34s  |
| 5. | Filippo Conca       | Lotto-Soudal                       | + 1m58s  |
| 6. | Juan Ayuso          | UAE Team Emirates                  | + 2m08s  |
| 7. | Simon Guglielmi     | Arkéa-Samsic                       | + 2m08s  |
| 8. | Enric Mas           | Movistar Team                      | + 2m18s  |
| 9. | Carlos Rodríguez    | Ineos Grenadiers                   | + 2m20s  |
| 10. | Primož Roglič       | Jumbo-Visma                        | + 2m26s  |

## Classificações ao final da etapa

### Classificação geral
| \| Classificação geral \| Classificação geral \| Classificação geral \| Classificação geral \| Classificação geral \| \| Ciclista \| Ciclista \| Equipe \| Tempo \| \| \| ------------------- \| ------------------- \| ---------------------- \| ------------------- \| ------------------- \| \| 1. \| Remco Evenepoel \| Quick-Step Alpha Vinyl \| 34h02m32s \| \| \| 2. \| Enric Mas \| Movistar Team \| + 1m12s \| \| \| 3. \| Primož Roglič \| Jumbo-Visma \| + 1m53s \| \| \| 4. \| Carlos Rodríguez \| Ineos Grenadiers \| + 2m33s \| \| \| 5. \| Juan Ayuso \| UAE Team Emirates \| + 2m36s \| \| \| 6. \| Simon Yates \| BikeExchange-Jayco \| + 3m08s \| \| \| 7. \| João Almeida \| UAE Team Emirates \| + 4m32s \| \| \| 8. \| Miguel Ángel López \| Astana Qazaqstan Team \| + 5m03s \| \| \| 9. \| Jai Hindley \| Bora-Hansgrohe \| + 5m36s \| \| \| 10. \| Pavel Sivakov \| Ineos Grenadiers \| + 5m39s \| \| |                    |                        |           |
| |                    |                        |           |
| Fonte: ProCyclingStats |                    |                        |           |
| Classificação geral |                    |                        |           |
| Ciclista | Ciclista           | Equipe                 | Tempo     |
| 1. | Remco Evenepoel    | Quick-Step Alpha Vinyl | 34h02m32s |
| 2. | Enric Mas          | Movistar Team          | + 1m12s   |
| 3. | Primož Roglič      | Jumbo-Visma            | + 1m53s   |
| 4. | Carlos Rodríguez   | Ineos Grenadiers       | + 2m33s   |
| 5. | Juan Ayuso         | UAE Team Emirates      | + 2m36s   |
| 6. | Simon Yates        | BikeExchange-Jayco     | + 3m08s   |
| 7. | João Almeida       | UAE Team Emirates      | + 4m32s   |
| 8. | Miguel Ángel López | Astana Qazaqstan Team  | + 5m03s   |
| 9. | Jai Hindley        | Bora-Hansgrohe         | + 5m36s   |
| 10. | Pavel Sivakov      | Ineos Grenadiers       | + 5m39s   |

### Classificação por pontos
| Classificação por pontos | Classificação por pontos | Classificação por pontos | Classificação por pontos | Classificação por pontos |
| Ciclista                 | Ciclista                 | Equipe                   | Pontos                   |                          |
| ------------------------ | ------------------------ | ------------------------ | ------------------------ | ------------------------ |
| 1.                       | Mads Pedersen            | Trek-Segafredo           | 147 pts                  |                          |
| 2.                       | Sam Bennett              | Bora-Hansgrohe           | 142 pts                  |                          |
| 3.                       | Marc Soler               | UAE Team Emirates        | 81 pts                   |                          |
| 4.                       | Samuele Battistella      | Astana Qazaqstan Team    | 67 pts                   |                          |
| 5.                       | Remco Evenepoel          | Quick-Step Alpha Vinyl   | 65 pts                   |                          |
| 6.                       | Fred Wright              | Bahrain Victorious       | 64 pts                   |                          |
| 7.                       | Primož Roglič            | Jumbo-Visma              | 56 pts                   |                          |
| 8.                       | Enric Mas                | Movistar Team            | 55 pts                   |                          |
| 9.                       | Daniel McLay             | Arkéa-Samsic             | 41 pts                   |                          |
| 10.                      | Jay Vine                 | Alpecin-Deceuninck       | 40 pts                   |                          |

### Classificação da montanha
| Classificação da montanha | Classificação da montanha | Classificação da montanha          | Classificação da montanha | Classificação da montanha |
| Ciclista                  | Ciclista                  | Equipe                             | Pontos                    |                           |
| ------------------------- | ------------------------- | ---------------------------------- | ------------------------- | ------------------------- |
| 1.                        | Jay Vine                  | Alpecin-Deceuninck                 | 40 pts                    |                           |
| 2.                        | Robert Stannard           | Alpecin-Deceuninck                 | 21 pts                    |                           |
| 3.                        | Jimmy Janssens            | Alpecin-Deceuninck                 | 17 pts                    |                           |
| 4.                        | Marc Soler                | UAE Team Emirates                  | 16 pts                    |                           |
| 5.                        | Thibaut Pinot             | Groupama-FDJ                       | 12 pts                    |                           |
| 6.                        | Rubén Fernández           | Cofidis                            | 11 pts                    |                           |
| 7.                        | Louis Meintjes            | Intermarché-Wanty-Gobert Matériaux | 10 pts                    |                           |
| 8.                        | Mark Padun                | EF Education-EasyPost              | 10 pts                    |                           |
| 9.                        | Jesús Herrada             | Cofidis                            | 10 pts                    |                           |
| 10.                       | Remco Evenepoel           | Quick-Step Alpha Vinyl             | 9 pts                     |                           |

### Classificação dos jovens
| Classificação dos jovens | Classificação dos jovens | Classificação dos jovens | Classificação dos jovens | Classificação dos jovens |
| Ciclista                 | Ciclista                 | Equipe                   | Tempo                    |                          |
| ------------------------ | ------------------------ | ------------------------ | ------------------------ | ------------------------ |
| 1.                       | Remco Evenepoel          | Quick-Step Alpha Vinyl   | 34h02m32s                |                          |
| 2.                       | Carlos Rodríguez         | Ineos Grenadiers         | + 2m33s                  |                          |
| 3.                       | Juan Ayuso               | UAE Team Emirates        | + 2m36s                  |                          |
| 4.                       | João Almeida             | UAE Team Emirates        | + 4m32s                  |                          |
| 5.                       | Pavel Sivakov            | Ineos Grenadiers         | + 5m39s                  |                          |
| 6.                       | Thymen Arensman          | Team DSM                 | + 5m45s                  |                          |
| 7.                       | Gino Mäder               | Bahrain Victorious       | + 8m15s                  |                          |
| 8.                       | Sergio Higuita           | Bora-Hansgrohe           | + 9m45s                  |                          |
| 9.                       | José Félix Parra         | Equipo Kern Pharma       | + 20m07s                 |                          |
| 10.                      | Clément Champoussin      | AG2R Citroën Team        | + 34m12s                 |                          |

### Classificação por equipas
| Classificação por equipes | Classificação por equipes          | Classificação por equipes | Classificação por equipes |
| Equipe                    | Equipe                             | Tempo                     |                           |
| ------------------------- | ---------------------------------- | ------------------------- | ------------------------- |
| 1.                        | UAE Team Emirates                  | 101h27m48s                |                           |
| 2.                        | Ineos Grenadiers                   | + 1m44s                   |                           |
| 3.                        | Bahrain Victorious                 | + 9m34s                   |                           |
| 4.                        | EF Education-EasyPost              | + 10m07s                  |                           |
| 5.                        | Movistar Team                      | + 11m00s                  |                           |
| 6.                        | Intermarché-Wanty-Gobert Matériaux | + 12m42s                  |                           |
| 7.                        | Astana Qazaqstan Team              | + 13m14s                  |                           |
| 8.                        | Bora-Hansgrohe                     | + 14m45s                  |                           |
| 9.                        | Jumbo-Visma                        | + 18m58s                  |                           |
| 10.                       | Groupama-FDJ                       | + 37m56s                  |                           |

## Abandonos
Sepp Kuss, com febre, Pieter Serry e Wout Poels, ambos depois de ter dado positivo em COVID-19, não tomaram a saída. Por sua vez, Henri Vandenabeele e Gerben Thijssen não completaram a etapa, este último por uma queda.